# Gimnàstica als Jocs Olímpics d'estiu de 2020
El programa de gimnàstica dels Jocs Olímpics d'Estiu de 2020 es disputaren divuit proves de gimnàstica, catorze en gimnàstica artística (vuit proves en categoria masculina i sis en categoria femenina); dues en gimnàstica rítmica (ambdues en categoria femenina) i dues en trampolí (una en categoria masculina i una altra en femenina). Tots els esdeveniments van tenir lloc al Centre de Gimnàstica Ariake entre el 24 de juliol i el 8 d’agost de 2021.

## Classificacions
El camí de classificació per als Jocs Olímpics de 2020 va canviar significativament en comparació amb l'edició anterior. Els equips van reduir el nombre de membres per equip de cinc a quatre i es van fer assignacions addicionals per a un màxim de dos especialistes per país. Les modalitats per obtenir aquests dos llocs van ser els campionats continentals i la competició d'exercici complet i els diferents aparells de la Copa del Món.

## Participants
- Albània (1)
- Alemanya (8)
- Argentina (1)
- Armènia (1)
- Austràlia (11)
- Àustria (1)
- Azerbaidjan (8)
- Bèlgica (4)
- Belarús (11)
- Brasil (12)
- Bulgària (8)
- Illes Caiman (1)
- Canadà (7)
- Cap Verd (1)
- Colòmbia (1)
- Corea del Sud (7)
- Costa Rica (1)
- Croàcia (2)
- Cuba (1)
- Egipte (11)
- Eslovàquia (1)
- Eslovènia (1)
- Espanya (9)
- Estats Units (20)
- Filipines (1)
- França (9)
- Geòrgia (1)
- Grècia (1)
- Hong Kong (1)
- Hongria (2)
- Índia (1)
- Irlanda (2)
- Israel (10)
- Itàlia (14)
- Jamaica (1)
- Japó (22) (amfitrió)
- Kazakhstan (2)
- Lituània (1)
- Malàisia (2)
- Mèxic (4)
- Nigèria (1)
- Noruega (2)
- Nova Zelanda (3)
- Països Baixos (6)
- Perú (1)
- Polònia (1)
- Portugal (2)
- Regne Unit (10)
- R.P. de la Xina (21)
- ROC (23)
- Romania (3)
- Singapur  (1)
- Sri Lanka (1)
- Sud-àfrica (2)
- Suècia (2)
- Suïssa (5)
- Turquia (5)
- Txèquia (1)
- Ucraïna (13)
- Uzbekistan (8)
- Vietnam (2)
- Xile (2)
- Xina Taipei (5)
- Xipre (1)

## Calendari
| Gimnàstica als Jocs Olímpics d'Estiu de 2020 | Gimnàstica als Jocs Olímpics d'Estiu de 2020 | Gimnàstica als Jocs Olímpics d'Estiu de 2020 | Gimnàstica als Jocs Olímpics d'Estiu de 2020 | Gimnàstica als Jocs Olímpics d'Estiu de 2020 | Gimnàstica als Jocs Olímpics d'Estiu de 2020 | Gimnàstica als Jocs Olímpics d'Estiu de 2020 | Gimnàstica als Jocs Olímpics d'Estiu de 2020 | Gimnàstica als Jocs Olímpics d'Estiu de 2020 | Gimnàstica als Jocs Olímpics d'Estiu de 2020 | Gimnàstica als Jocs Olímpics d'Estiu de 2020 | Gimnàstica als Jocs Olímpics d'Estiu de 2020 | Gimnàstica als Jocs Olímpics d'Estiu de 2020 | Gimnàstica als Jocs Olímpics d'Estiu de 2020 | Gimnàstica als Jocs Olímpics d'Estiu de 2020 | Gimnàstica als Jocs Olímpics d'Estiu de 2020 | Gimnàstica als Jocs Olímpics d'Estiu de 2020 | Gimnàstica als Jocs Olímpics d'Estiu de 2020 | Gimnàstica als Jocs Olímpics d'Estiu de 2020 | Gimnàstica als Jocs Olímpics d'Estiu de 2020 |
| Data                                         | Data                                         | Juliol 2021                                  | Juliol 2021                                  | Juliol 2021                                  | Juliol 2021                                  | Juliol 2021                                  | Juliol 2021                                  | Juliol 2021                                  | Juliol 2021                                  | Agost 2021                                   | Agost 2021                                   | Agost 2021                                   | Agost 2021                                   | Agost 2021                                   | Agost 2021                                   | Agost 2021                                   | Agost 2021                                   | Total                                        |                                              |
| Data                                         | Data                                         | 24                                           | 25                                           | 26                                           | 27                                           | 28                                           | 29                                           | 30                                           | 31                                           | 1                                            | 2                                            | 3                                            | 4                                            | 5                                            | 6                                            | 7                                            | 8                                            | Total                                        |                                              |
| -------------------------------------------- | -------------------------------------------- | -------------------------------------------- | -------------------------------------------- | -------------------------------------------- | -------------------------------------------- | -------------------------------------------- | -------------------------------------------- | -------------------------------------------- | -------------------------------------------- | -------------------------------------------- | -------------------------------------------- | -------------------------------------------- | -------------------------------------------- | -------------------------------------------- | -------------------------------------------- | -------------------------------------------- | -------------------------------------------- | -------------------------------------------- | -------------------------------------------- |
|                                              | Homes                                        | Q                                            |                                              | equip                                        |                                              | individual                                   |                                              |                                              |                                              | terra cavall                                 | anelles salt                                 | paral·leles barra                            |                                              |                                              |                                              |                                              |                                              | 8                                            |                                              |
| Dones                                        |                                              | Q                                            |                                              | equip                                        |                                              | individual                                   |                                              |                                              | salt asimètriques                            | terra                                        | barra                                        |                                              |                                              |                                              |                                              |                                              | 6                                            |                                              |                                              |
|                                              | Dones                                        |                                              |                                              |                                              |                                              |                                              |                                              |                                              |                                              |                                              |                                              |                                              |                                              |                                              |                                              | Q                                            | individual                                   | 1                                            |                                              |
|                                              | Dones                                        |                                              |                                              |                                              |                                              |                                              |                                              |                                              |                                              |                                              |                                              |                                              |                                              | Q                                            | equip                                        |                                              | 1                                            |                                              |                                              |
|                                              | Homes                                        |                                              |                                              |                                              |                                              |                                              |                                              |                                              | individual                                   |                                              |                                              |                                              |                                              |                                              |                                              |                                              |                                              | 1                                            |                                              |
| Dones                                        |                                              |                                              |                                              |                                              |                                              |                                              |                                              |                                              |                                              |                                              |                                              |                                              |                                              |                                              |                                              |                                              |                                              |                                              |                                              |
|                                              |                                              |                                              |                                              |                                              |                                              | individual                                   |                                              |                                              |                                              |                                              |                                              |                                              |                                              |                                              |                                              | 1                                            |                                              |                                              |                                              |
| Total                                        | Total                                        |                                              |                                              | 1                                            | 1                                            | 1                                            | 1                                            | 1                                            | 1                                            | 4                                            | 3                                            | 3                                            |                                              |                                              |                                              | 1                                            | 1                                            | 18                                           |                                              |

|  | Qualificacions |  | Finals |

## Podis

### Gimnàstica artística

#### Homes
| Prova                      | Or                                                               | Or      | Plata                                                                 | Plata   | Bronze                                                             | Bronze  |
| Concurs per equips detalls | ROCDenis Abliazin David Beliavski Artur Dalaloyan Nikita Nagorny | 262.500 | JapóDaiki Hashimoto · Kazuma Kaya · Takeru Kitazono · Wataru Tanigawa | 262.397 | R.P. de la XinaLin Chaopan · Sun Wei · Xiao Ruoteng · Zou Jingyuan | 261.894 |
| Concurs individual detalls | Daiki Hashimoto (JPN)                                            | 88.465  | Xiao Ruoteng (CHN)                                                    | 88.065  | Nikita Nagornyy (ROC)                                              | 88.031  |
| Exercici de terra detalls  | Artem Dolgopyat (ISR)                                            | 14.933  | Rayderley Zapata (ESP)                                                | 14.933  | Xiao Ruoteng (CHN)                                                 | 14.766  |
| Cavall amb arcs detalls    | Max Whitlock (GBR)                                               | 15.583  | Lee Chih-kai (TPE)                                                    | 15.400  | Kazuma Kaya (JPN)                                                  | 14.900  |
| Anelles detalls            | Liu Yang (CHN)                                                   | 15.500  | You Hao (CHN)                                                         | 15.300  | Eleutherios Petrounias (GRE)                                       | 15.200  |
| Salt sobre cavall detalls  | Shin Jeahwan (KOR)                                               | 14.783  | Denis Abljazin (ROC)                                                  | 14.783  | Artur Davtjan (ARM)                                                | 14.733  |
| Barres paral·leles detalls | Zou Jingyuan (CHN)                                               | 16.233  | Lukas Dauser (GER)                                                    | 15.700  | Ferhat Arıcan (TUR)                                                | 15.633  |
| Barra fixa detalls         | Daiki Hashimoto (JPN)                                            | 15.066  | Tin Srbić (CRO)                                                       | 14.900  | Nikita Nagornyy (ROC)                                              | 14.533  |

#### Dones
| Prova                       | Or                                                                            | Or      | Plata                                                                  | Plata   | Bronze                                                                          | Bronze  |
| Concurs per equip detalls   | ROCLilija Achaimova Viktoria Listunova Anguelina Mélnikova Vladislava Urazova | 169.528 | Estats UnitsSimone Biles · Jordan Chiles · Sunisa Lee · Grace McCallum | 166.096 | Regne UnitJennifer Gadirova · Jessica Gadirova · Alice Kinsella · Amelie Morgan | 164.096 |
| Concurs individual detalls  | Sunisa Lee (EUA)                                                              | 57.433  | Rebeca Andrade (BRA)                                                   | 57.298  | Anguelina Mélnikova (ROC)                                                       | 57.199  |
| Salt sobre cavall detalls   | Rebeca Andrade (BRA)                                                          | 15.083  | Mykayla Skinner (EUA)                                                  | 14.916  | Yeo Seo-jeong (KOR)                                                             | 14.733  |
| Barres asimètriques detalls | Nina Derwael (BEL)                                                            | 15.200  | Anastasija Il'jankova (ROC)                                            | 14.833  | Sunisa Lee (EUA)                                                                | 14.500  |
| Barra d'equilibri detalls   | Guan Chenchen (CHN)                                                           | 14.633  | Tang Xijing (CHN)                                                      | 14.233  | Simone Biles (EUA)                                                              | 14.000  |
| Exercici de terra detalls   | Jade Carey (EUA)                                                              | 14.366  | Vanessa Ferrari (ITA)                                                  | 14.200  | Mai Murakami (JPN) · Anguelina Mélnikova (ROC)                                  | 14.166  |

### Gimnàstica en trampolí
| Prova              | Or                         | Or     | Plata              | Plata  | Bronze              | Bronze |
| Homes              |                            |        |                    |        |                     |        |
| Individual detalls | Uladzislau Hancharou (BLR) | 61.715 | Dong Dong (CHN)    | 61.235 | Dylan Schmidt (NZL) | 60.675 |
| Dones              |                            |        |                    |        |                     |        |
| Individual detalls | Zhu Xueying (CHN)          | 56.635 | Liu Lingling (CHN) | 56.350 | Bryony Page (GBR)   | 55.735 |

### Gimnàstica rítmica
| Prova                             | Or                                                                                              | Or      | Plata                                                                                              | Plata   | Bronze                                                                                               | Bronze  |
| Individual detalls                | Linoy Ashram (ISR)                                                                              | 107.800 | Dina Averina (ROC)                                                                                 | 107.650 | Alina Harnasko (BLR)                                                                                 | 102.700 |
| Concurs complet per equip detalls | BulgàriaSimona Dyankova · Stefani Kiryakova · Madlen Radukanova · Laura Traets · Erika Zafirova | 92.100  | ROCAnastasiia Bliznyuk Anastasiia Maksimova Angelina Shkatova Anastasiia Tatareva Alisa Tishchenko | 90.700  | ItàliaMartina Centofanti · Agnese Duranti · Alessia Maurelli · Daniela Mogurean · Martina Santandrea | 87.700  |

## Medaller
| Posició | País            | Or | Plata | Bronze | Total |
| 1       | R.P. de la Xina | 4  | 5     | 2      | 11    |
| 2       | ROC             | 2  | 4     | 4      | 8     |
| 3       | Estats Units    | 2  | 2     | 2      | 6     |
| 4       | Japó            | 2  | 1     | 2      | 5     |
| 5       | Israel          | 2  | 0     | 0      | 2     |
| 6       | Brasil          | 1  | 1     | 0      | 2     |
| 7       | Regne Unit      | 1  | 0     | 2      | 3     |
| 8       | Corea del Sud   | 1  | 0     | 1      | 2     |
| 8       | Belarús         | 1  | 0     | 1      | 1     |
| 10      | Bèlgica         | 1  | 0     | 0      | 1     |
| 10      | Bulgària        | 1  | 0     | 0      | 1     |
| 12      | Itàlia          | 0  | 1     | 1      | 2     |
| 13      | Croàcia         | 0  | 1     | 0      | 1     |
| 13      | Alemanya        | 0  | 1     | 0      | 1     |
| 13      | Xina Taipei     | 0  | 1     | 0      | 1     |
| 13      | Espanya         | 0  | 1     | 0      | 1     |
| 17      | Grècia          | 0  | 0     | 1      | 1     |
| 17      | Nova Zelanda    | 0  | 0     | 1      | 1     |
| 17      | Armènia         | 0  | 0     | 1      | 1     |
| 17      | Turquia         | 0  | 0     | 1      | 1     |
| Total   | Total           | 18 | 18    | 19     | 55    |